# Kabinett Steeg

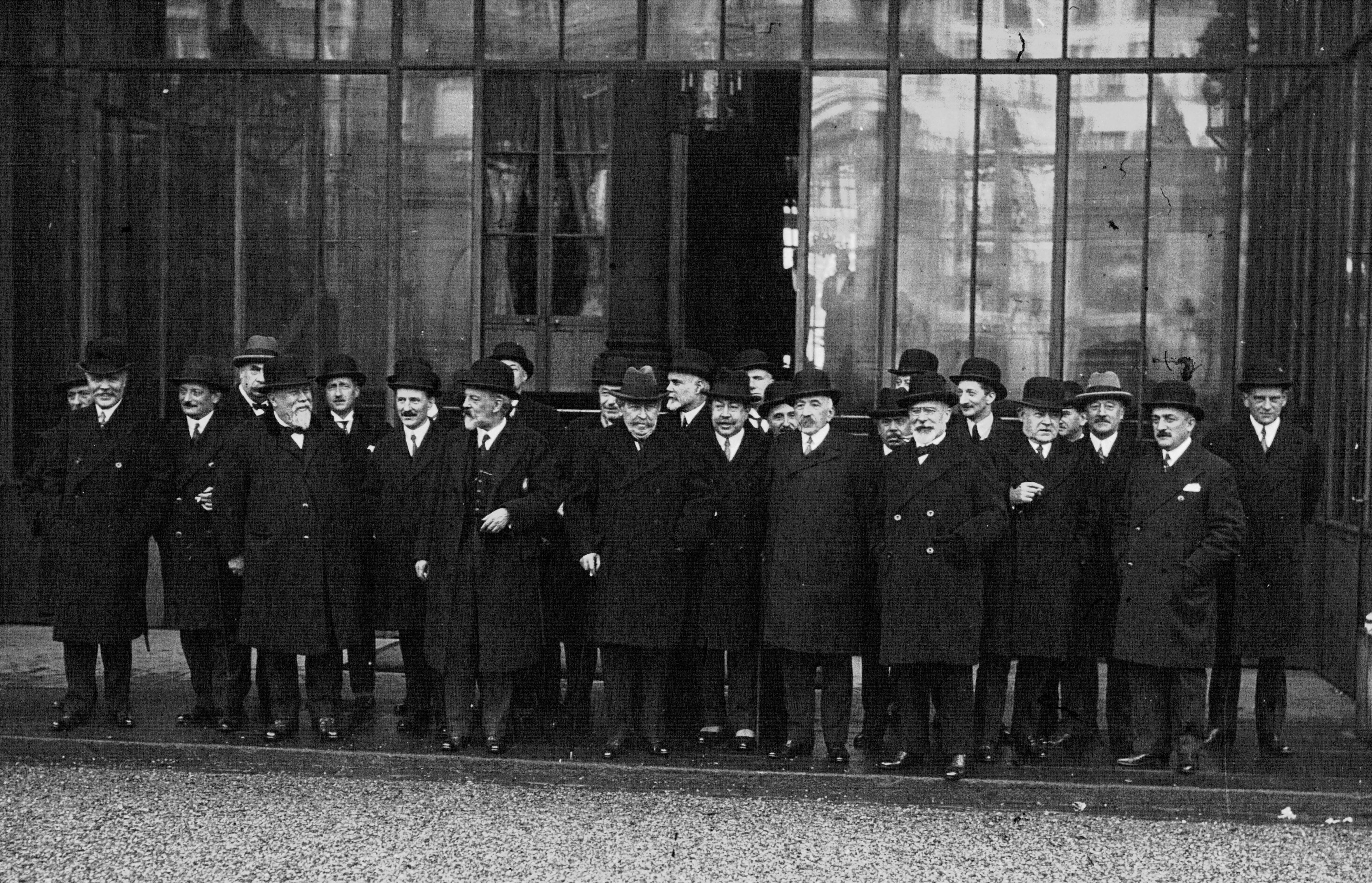
Elysée, Kabinett Steeg

Das Kabinett Steeg war eine Regierung der Dritten Französischen Republik. Es wurde am 13. Dezember 1930 von Premierminister (Président du Conseil) Théodore Steeg gebildet und löste das Kabinett Tardieu II ab. Es blieb bis zum 22. Januar 1931 im Amt und wurde vom Kabinett Laval I abgelöst.
Dem Kabinett gehörten Vertreter folgender Parteien an: Parti républicain, radical et radical-socialiste (PRRRS), Alliance démocratique (AD), Radicaux indépendants (RI), Parti républicain-socialiste (PRS), Parti socialiste français (PSF) und Abweichler der Fédération républicaine (FR).

## Kabinett
Diese Minister bildeten das Kabinett:
- Premierminister: Théodore Steeg (PRRRS)
- Justizminister: Henry Chéron (AD)
- Minister des Inneren: Georges Leygues (AD)
- Außenminister: Aristide Briand (PRS)
- Finanzminister: Louis Germain-Martin[1] (RI)
- Minister für den Haushalt: Maurice Palmade[2] (PRRRS)
- Kriegsminister: Louis Barthou (AD)
- Minister für Kriegsmarine: Albert Sarraut (PRRRS)
- Minister für Luftfahrt: Paul Painlevé (PRS)
- Minister für öffentlichen Unterricht und Kunst: Camille Chautemps (PRRRS)
- Minister für öffentliche Arbeiten: Édouard Daladier (PRRRS)
- Minister für Volkswirtschaft, Handel und Industrie: Louis Loucheur (RI)
- Landwirtschaftsminister: Victor Boret[3] (AD)
- Minister für Arbeit, Gesundheit und Sozialversicherung: Édouard Grinda[4] (AD)
- Minister für öffentliche Gesundheit: Henri Queuille (PRRRS)
- Minister für Renten: Robert Thoumyre[5] (AD)
  - ab 23. Dezember 1930: Maurice Dormann[6] (RI)
- Minister für Post, Telegraphie und Telefonie: Georges Bonnet (PRRRS)
- Minister für die Handelsmarine: Charles Daniélou[7] (RI)

### Unterstaatssekretäre
Dem Kabinett gehörten folgende Sous-secrétaires d’État an:
- Premierminister: Paul Marchandeau (PRRRS)
- Kolonialministerium: Auguste Brunet[8] (PRRRS)
- Innenministerium: René Coty (AD)
  - ab 23. Dezember 1930: Ernest Bréant[9] (AD)
- Kriegsministerium: Léon Millot[10] (RI)
- Kriegsmarine (ab 23. Dezember 1930): Jacques Stern (AD)
- Ministerium für Unterricht und Kunst; hier technische Ausbildung: Antoine-Frédéric Brunet[11] (PSF)
- Ministerium für Unterricht und Kunst; hier schöne Künste: Adrien Berthod[12] (PRRRS)
- Ministerium für Unterricht und Kunst, hier Sportunterricht (ab 23. Dezember 1930): Pierre Tricard-Graveron[13] (AD)
- Ministerium für öffentliche Arbeiten; Tourismus: Gaston Gourdeau[14] (RI)
- Nationalökonomie und Ministerium für Handel und Industrie: Léon Meyer PRRRS
- Ministerium für Landwirtschaft: Camille Cautru[15] (FR)
  - ab 23. Dezember 1930: Étienne Charlot[16] (RI)
- Ministerium für Arbeit und Sozialversicherung: Auguste Mounié[17] (PRRRS)

## Historische Einordnung
Das Kabinett Steeg verfügte zu keiner Zeit über eine stabile Mehrheit in der Abgeordnetenkammer und wurde bereits in der zweiten Sitzung wegen seiner Agrarpolitik gestürzt.